# Лібертад (Беліз)
Лібертад (англ. Libertad) — поселення на півночі Белізу, в однойменному окрузі Коросаль, південніше адміністративного центру краю.

## Розташування
Лібертад знаходиться неподалік узбережжя Карибського моря і його затоки-бухти Четумаль, зокрема бухти Коросаль. Поруч поселення знаходиться велике прісноводне озеро Ранчіто Лагуна (Ranchito Lagoon). Місцевість навколо Лібертад рівнинна, помережена невеличкими річками та болотяними озерцями, і на березі найбільшої водної артерії — Ріо-Нуево (Rio Nuevo).

## Населення
Населення за даними на 2010 рік становить 1606 осіб. З етнічної точки зору, населення — це суміш, метиси та креоли.
| Рік       | 2000 | 2010 |
| --------- | ---- | ---- |
| Населення | 1422 | 1606 |

## Клімат
Лібертад знаходиться у зоні тропічного мусонного клімату. Середньорічна температура становить +24 °C. Найспекотніший місяць квітень, коли середня температура становить +26 °C. Найхолодніший місяць січень, з середньою температурою +21 °С. Середньорічна кількість опадів становить 3261 міліметрів. Найбільше опадів випадає у жовтні, у середньому 404 мм опадів, самий сухий квітень, з 46 мм опадів.